# Skagit City (Washington)
Skagit City es un área no incorporada ubicada en el condado de Skagit en el estado estadounidense de Washington.

## Geografía
Skagit City se encuentra ubicado en las coordenadas 48°23′0″N 122°21′47″O / 48.38333, -122.36306.